# The hjärta & smärta EP
The hjärta & smärta EP - płyta EP nagrana przez zespół Kent. Na krążku zawarte jest 5 utworów.

## Lista utworów
1. Vi mot världen 4:12
2. Dom som försvann 4:55
3. Ansgar & Evelyne 4:16
4. Flen/Paris 3:44
5. Månadens erbjudande 4:12